# Teoría pura del derecho
La teoría pura del derecho (en alemán: Reine Rechtslehre) es tanto un proyecto teórico, como el nombre de una obra del célebre jurista austríaco Hans Kelsen, quien dio el sustento más importante para el desarrollo de dicho proyecto.

## Fundamentos
La idea subyacente en la teoría pura del derecho es la autonomización del Derecho de la Política, Sociología, Moral e Ideología. Esta autonomización busca otorgar al derecho unidad y carácter científico, lo consagra como una disciplina positivista. Kelsen en la teoría pura, opone el positivismo jurídico (o iuspositivismo) con el derecho natural. En la obra se identifica la predominacia absoluta del derecho positivo como orden normativo y las constante negaciones de supuestos dualismos como: el derecho natural/positivo, derecho público/privado, derecho/estado, etc.
La obra extirpa del análisis científico toda noción ajena a la producción jurídica (metajurídica) creada mediante medios, procedimental y formalmente, establecidos como la ley y los actos administrativos. Los móviles de la teoría pura del derecho son: En primer lugar, la cientificación del estudio del derecho y la desideologización del derecho.
Por otra parte, Kelsen sustenta un ordenamiento jurídico sobre la base de la jerarquía normativa (toda norma obtiene su vigencia de una norma superior). Esta jerarquía tiene su máxima representante en la Constitución; sin embargo, la Constitución tiene aún un sustento anterior conocido como Norma Fundante Básica.
Analizando la estructura de los sistemas jurídicos concluyó que toda norma obtiene su vigencia de una norma superior, remitiendo su validez hasta una Norma hipotética básica, cuyo valor es pre-supuesto y no cuestionado. Establece además la validez de la norma en su modo de producción y no en el contenido de la misma:

"Al descartar de este modo todo juicio de valor ético o político, la teoría del derecho se convierte en un análisis lo más exacto posible de la estructura del derecho positivo'
Hans Kelsen, Teoría pura del Derecho, 1982, Ed. EUDEBA, Argentina, pág. 134

"Una norma jurídica no vale por tener un contenido determinado; es decir, no vale porque su contenido pueda inferirse, mediante un argumento deductivo lógico, de una norma fundamental básica presupuesta, sino por haber sido producida de determinada manera, y en última instancia, por haber sido producida de la manera determinada por una norma fundante básica presupuesta. Por ello, y sólo por ello, pertenece la norma al orden jurídico.'
Hans Kelsen, Teoría pura del Derecho, 1993, Ed. Porrúa, México, pág. 205

## Críticas
Esta teoría fue objeto de muchas críticas tras la Segunda Guerra Mundial; el motivo fue que dentro de ella, todos los abusos cometidos por los nazis —entre otros regímenes totalitarios—, eran actos "jurídicamente correctos" (eran legales, en su ordenamiento jurídico), y eso era de muy difícil aceptación. Sin embargo, las mayores críticas se refieren a la inaplicabilidad de su teoría en la realidad, a la imposibilidad de tratar una ciencia social como natural, al despropósito de eliminar los elementos metajurídicos del derecho, y al reducido espectro de estudio que posee la Teoría pura del Derecho.

## Legado
El proyecto de Kelsen ha sido objeto de continuos ataques; sin embargo, la fuerza motivadora del proyecto, no ha dejado de marcar todas y cada una de las nuevas etapas de la teoría del Derecho, encumbrándose como uno de los proyectos con influencias más relevantes, no sólo para la modernización del Derecho, sino también para la modernización del análisis social y de la orientación de los fines del Estado.